# کافرقلعه
کافر قلعه مربوط به دوران‌های تاریخی پس از اسلام است و در شهرستان قزوین، روستای طیخور واقع شده و این اثر در تاریخ ۲۵ اسفند ۱۳۸۰ با شمارهٔ ثبت ۵۴۷۴ به‌عنوان یکی از آثار ملی ایران به ثبت رسیده است.